# (7757) Kameya
(7757) Kameya est un astéroïde de la ceinture principale.

## Description
(7757) Kameya est un astéroïde de la ceinture principale. Il fut découvert le 22 mai 1990 à l'observatoire Palomar par Eleanor Francis Helin. Il présente une orbite caractérisée par un demi-grand axe de 2,29 UA, une excentricité de 0,25 et une inclinaison de 23,1° par rapport à l'écliptique.

## Compléments